# Go Nagai

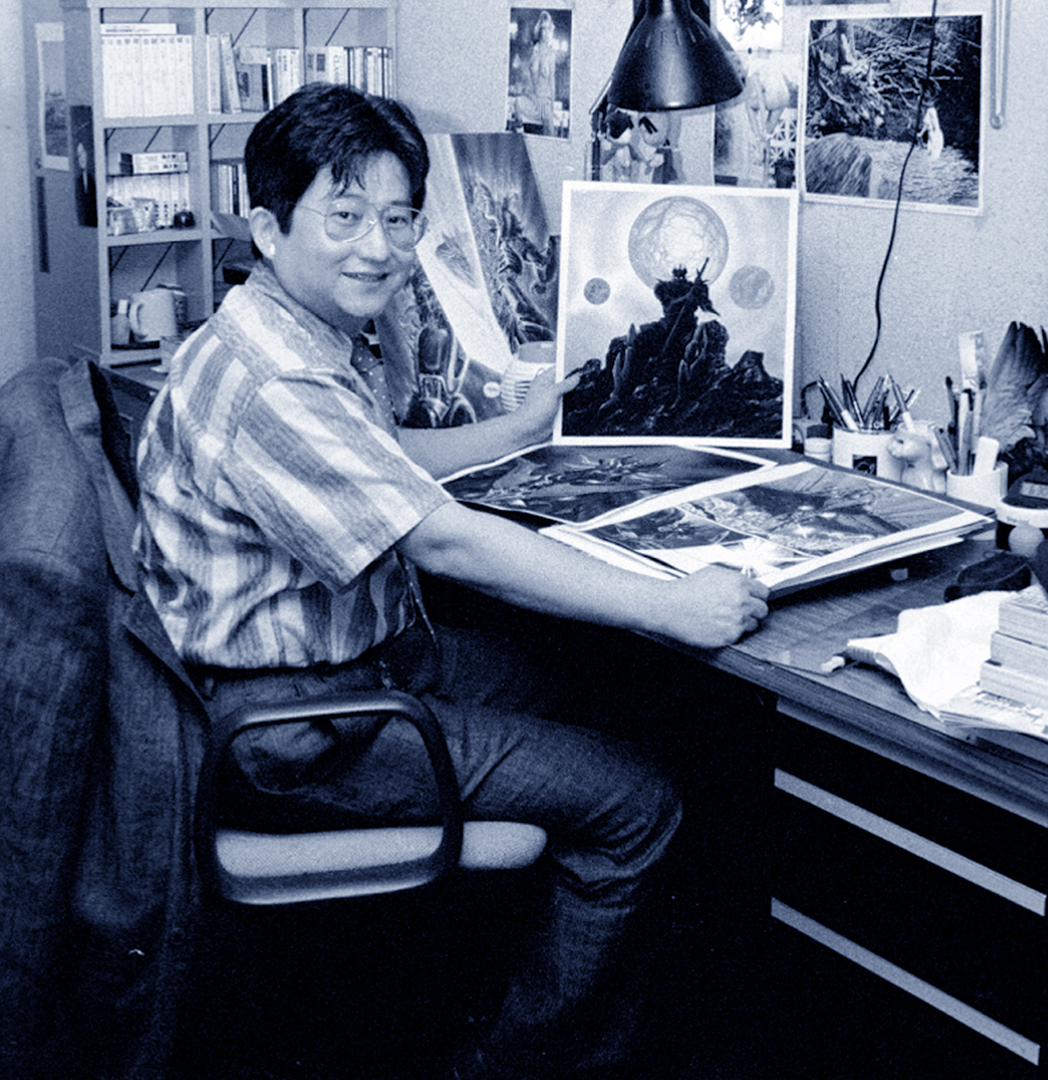
Go Nagai in zijn studio, Tokio, 1987; foto van Sally Larsen.

Kiyoshi Nagai (永井潔, Nagai Kiyoshi) (Wajima, 6 september 1945) is een Japans mangaka. Hij tekent vooral sciencefiction, fantasy, horror en erotica. In 1967 maakte hij zijn professionele debuut samen met Meakashi Polikichi. Hij is vooral bekend voor Cutie Honey, Devilman en Mazinger Z. Hij is ook een pionier in het ecchi genre met Harenchi Gakuen. Ook is hij de vader van het mecha genre: Mazinger Z bevat de eerste Japanse robots die worden bestuurd door een mens vanuit een cockpit binnen in de robot. In 2005 werd hij leerkracht personagedesign aan de Osakaanse Universiteit der Schone Kunsten. Sinds 2009 is hij lid van het Tezuka Osamu Cultuurprijs comité.

## Leven

### Jeugd
Go Nagai werd geboren op 6 september 1945 te Wajima. Hij was de zoon van Yoshio en Fujiko Nagai(永井芳雄・冨士子), en de vierde van vijf broers. Na de dood van zijn vader verhuisde de familie naar Tokio. Als kind was Nagai gefascineerd door Gustave Doré en Osamu Tezuka.
Nadat hij zijn middelbare opleiding afwerkte, ging Nagai aan de slag in de mangawereld. Een jaar lang bereidde hij zich voor op de ingangsexamens van de Waseda-universiteit. Hij werd tijdens deze periode echter zwaar ziek. Een nieuw besef van zijn sterfelijkheid leidde ertoe dat hij manga wilde gaan tekenen om zo een stukje van zichzelf achter te laten in de wereld. Tegen zijn verwachtingen in, kreeg Nagai een Colitis diagnose, waarna hij snel genas. Ervan overtuigd dat manga zijn roeping was, stopte hij zijn studies en ging hij leven als ronin.
Nagai tekende zijn eerste manga met behulp van zijn broer Tasutaka. Desondanks dat zijn moeder tegen zijn carrièrekeuze was, stuurde Nagai zijn werk naar verscheidene uitgevers. De meesten wezen hem af. Uiteindelijk merkte Shōnen Sunday hem op. Zij stuurden hem door naar Shotaro Ishinomori, in wiens studio hij zou werken vanaf 1965.

### Vroege werken
Na zijn werk als assistent voor Shotaro Ishinomori was Nagai's eerste professionele manga Meakashi Polikichi (目明しポリ吉 also 目明かしポリ吉), een korte komische one-shot. Het werd gepubliceerd in november 1967 in het magazine Bokura van Kodansha. Nagai's vroege werk bestond enkel uit humoristisch werk. Harenchi Gakuen bracht hier verandering in.

### Vroege successen en controverses
Minder dan een jaar na zijn debuut kende Nagai een groot succes. Hij werd het centrum van televisiedebatten en journalistieke onderzoeken. In 1968 richtte Shueisha Shōnen Jump op. Harenchi Gakuen werd in het eerste volume gepubliceerd. Hiermee introduceerde Nagai als eerste erotiek in de tot dan toe vrij preutse mangawereld. Het werd vormde het begin van een nieuw tijdperk in manga en werd het symbool van een hele generatie. Het had een grote impact op hoe de Japanse maatschappij keek naar manga.
Hoewel het werk naar hedendaagse standaarden vrij ontschuldig is, vormde Harenchi Gakuen een enorm schandaal bij diens eerste uitgave. Het werk werd beschuldigd van erotiek op te leggen aan kinderen en van vulgaire aard te zijn. Mannelijke personages werden voorgesteld als geobsedeerd door vroulijk ondergoed en naakte lichamen. Veel ouders, vrouwenmaatschappijen en leerkrachtenorganisaties protesteerden tegen het werk. Nagai werd overstelpt met media aandacht en werd gezien als een gevaar voor de maatschappij.
In het begin trok Nagai er zich niet veel van aan. Hij was zich bewust van de standaarden die dienden gevolgd te worden voor media voor minderjarigen en hield zich er aan. Destijds tekende hij nog geen seksscènes of genitaliën. Naakt was nog ruw getekend. Zijn fans steunden hem. Ze stuurden hem brieven waarin ze beschreven hoe de volwassenen in hun leven moeilijk deden over de manga die ze lazen.
Vanwege deze protesten veranderde Nagai het einde van Harenchi Gakuen. De focus lag minder op erotische grappen en meer op vrijheid van meningsuiting. Het werk eindigt dat ook met leerkrachten en studenten die hun recht op vrije meningsuiting verdedigen en vervolgens neergeschoten worden door ouders. Dit was Nagai's antwoord op de klachten die hij kreeg. Harenchi Gakuen werd Nagai's meest succesvolle manga uit deze vroege periode.

### Dynamic Productions
Na het succes van Harenchi Gakuen richtte Nagai samen met zijn broers Dynamic Productions (ダイナミックプロダクション, ook bekend als Dynamic Production or Dynamic Pro, ダイナミックプロ), op. Dit gebeurde in april 1969. Nagai verdiende zeer weinig aan het succes van Harenchi Gakuen. Daarom richtte hij dit bedrijf op om zijn intellectuele rechten te beschermen. Dynamic werd een van de eerste bedrijven waar uitgevers contracten moesten tekenen om manga te mogen publiceren (de mangawereld draait grotendeels op mondelinge afspraken.
In datzelfde jaar vervoegde Ken Ishikawa zich bij het gezelschap. Hij was Nagai's tweede assistent. Door de tijd heen werd Ishikawa Nagai's beste vriend. Veel samenwerkingen volgden. Ishikawa werkte mee aan Harenchi Gakuen, Abashiri Ikka en Gakuen Taikutsu Otoko. Samen publiceerden ze Gakuen Bangaichi (1969-09-08 - 1970-09-22) en Sasurai Gakuto (1970-01 - 1970-05). Ishikawa verliet Dynamic Productions tijdelijk in 1970. Hierdoor stopte Nagai met Gakuen Taikutsu Otoko. Het verhaal kreeg nooit een einde.

### Genreveranderingen
Zelfs na Harenchi Gakuen bleef Nagai vasthouden aan komediereeksen. Dit was namelijk hetgene wat zijn uitgevers van hem verwachtten. Hier kwam in 1970 verandering in met de sciencefiction one-shot Oni -2889 Nen no Hanran-. In 1971 volgde de horror one-shot Susumu-chan Dai Shock'. Daarna tekende hij nog een reeks horror one-shots getiteld Gensou Kyofu e Hanashi (幻想恐怖絵噺). Later kreeg hij de kans om een horrorreeks te schrijven gen

## Assistenten
- Ken Ishikawa (Kenichi Ishikawa, Rokuro Gen (pseudoniem voor samenwerkingen))
- Gosaku Ota
- Shinobu Kaze
- Tatsuya Yasuda (Tatsuo Yasuda, Rokuro Gen)
- Seiji Tanaka
- Ryu Noguchi (Taiyo Noguchi)
- Shigeru Akimoto (Mitsushige Hayata, Rokuro Gen)
- Shuichi Ishiwata (Panchos Ishiwata)
- Masaru Irago (Ryo Irago, Hitomi Fuko)
- Iwasawa Tomo-daka
- Yu Okazaki (Yoshihiro Okada)
- Makoto Ono (Makoto Ono, Makoto Muramatsuri, Makoto Muramatsuri, Entotsu Ono, Makoto Muramatsuri, Makoto Ono)
- Onodera Katsuhiko
- Oyamada Tsutomu
- Haku Rokurou
- Eiichi Satou (Eiichi Saito, Kon Oriharu)
- Sakamoto TakeshiHisashi
- Sasaki Kazushi
- Shintaku Yoshimitsu
- Takayuki Sugiyama (Kitaro)
- Takashima Shigeru
- Junichi Takanashi
- Takanashi Teppei
- Kenichi Takigawa (Orichalcum)
- Masahito Tanaka
- Koichi Tamura
- Doronpa (Tadashi Makimura, Rokuro Gen)
- Ninomiya Hirohiko
- Nonaka Minoru
- Hamada Yoshimi (Rokuro Gen)
- Mitsuru Hiruta (Mitsuru Hiruta, Yukio Asai, Yukio Asai, Mitsuru Asahi)
- Mikio Tachibana (zoon van Mitsuru Hiruta)
- Star Kazuya
- Koichi Maruyama (Koichi Hagane)
- Mutsu Toshiyuki
- Yamato Kouichi
- Yoshikawa Susumu (Susumu Yoshikawa, Rokuro Gen)

## Buitenlands succes
In Italië, Frankrijk en het Middenoosten was Grendizer een enorm succes bij de eerste uitzending. Een standbeeld van Mazinger Z bevindt zich in Tarragona, Spanje

## Nalatenschap
Nagai had een grote invloed op de generatie mangaka en animators na hem. Onder meer Hideaki Anno, Yoshiyuki Tomino, Takahiro Kimura, Kentaro Miura, Yoshihiro Nishimura, Kazuki Nakashima, Gen Urobuchi, Matsuzo Machida en Goichi Suda citeren Go Nagai als een grote invloed op hun werk.